# Uri Geller
Uri Geller (n. 20 decembrie 1946, Majadahonda, Spania) este un celebru iluzionist israelian.
În anul 2006, Uri Geller susținea că echipa din armata americană care a ajuns la vizuina lui Saddam Hussein, în anul 2003, a acționat sub ghidarea unui clarvăzător.

## Andrija Puharich și  Uri Geller
Andrija Puharich l-a cunoscut în 1971 pe Uri Geller și l-a adus în Statele Unite ale Americii pentru investigații științifice și a susținut ca este o persoană cu abilități autentice de percepție extrasenzorială. Sub hipnoză, Geller a susținut că a fost trimis pe Pământ de extratereștri dintr-o navă spațială numită Spectra aflată la 53.000 de ani lumină distanță. Geller a negat mai târziu afirmațiile ca fiind o fantezie spațială, dar a afirmat că „există o mică posibilitate ca unele dintre energiile mele să aibă o conexiune extraterestră”.
În 1974, Puharich a susținut că a observat că Geller a transformat metal în aur prin puterile sale supranaturale. Puharich a mai declarat că Geller a teleportat un câine prin pereții casei sale. Martin Gardner a scris că „nici un expert în fraudă nu a fost acolo ca observator”, așa că nimeni nu ar trebui să ia în serios afirmația lui Puharich. Afirmațiile sale paranormale despre Geller au fost criticate de psihologul David Marks.
În biografia lui Geller, Uri: A Journal of the Mystery of Uri Geller (1974), Puharich a susținut că Geller a comunicat cu computere super inteligente din spațiul cosmic. Potrivit lui Puharich, computerele au trimis mesaje pentru a avertiza omenirea că este posibil să se producă un dezastru dacă oamenii nu își schimbă comportamentul. Puharich a susținut că ființele extraterestre i-au comunicat că Geller este salvatorul ales al umanității și i s-a oferit capacitatea de a contacta farfuriile zburătoare și de a realiza fenomene paranormale precum telechinezia, îndoirea lingurii, telepatia și teleportarea. De asemenea, a susținut că a experimentat fenomene poltergeist cu Geller. Psihologul Christopher Evans, care a revizuit cartea în New Scientist, a scris că, deși Puharich crede în fiecare cuvânt pe care l-a scriss, cartea este pentru cei creduli și pentru „acei fani ai lui Geller care ar fi sperat că vor folosi cartea ca muniție pentru a-i impresiona pe sceptici. Vor fi cei mai dezamăgiți dintre toți”. James Randi a scris că biografia conținea „teorii stupide”, dar a fost „atât un impuls, cât și o piatră de moară pentru Geller”.